# Potameia confluens
Potameia confluens är en lagerväxtart som beskrevs av H. van der Werff. Potameia confluens ingår i släktet Potameia och familjen lagerväxter. Inga underarter finns listade i Catalogue of Life.